# Sự kiện UFO Chuyến bay 1628 của Japan Airlines
Sự kiện UFO Chuyến bay 1628 của Japan Airlines là vụ chứng kiến vật thể lạ nghi là UFO xảy ra vào ngày 17 tháng 11 năm 1986, liên quan đến chiếc máy bay chở hàng Boeing 747-200F của Nhật Bản. Máy bay này đang trên đường từ Paris đến Sân bay Quốc tế Narita, gần Tokyo, với một lô hàng rượu vang Beaujolais. Trên quãng đường từ Reykjavík đến Anchorage của chuyến bay, lúc 17 giờ 11 phút qua phía đông Alaska, phi hành đoàn lần đầu tiên chứng kiến hai vật thể không xác định ở ngay bên trái máy bay. Những vật thể này đột ngột bay lên từ bên dưới và áp sát bám theo máy bay của họ. Mỗi cái có hai mảng hình chữ nhật trông giống như vòi phun phát sáng hoặc máy đẩy, mặc dù thân thể của chúng vẫn bị bóng tối che khuất. Khi tới gần nhất, cabin của máy bay được thắp sáng và cơ trưởng có thể cảm nhận được sức nóng của những vật thể này trên mặt mình. Hai chiếc phi thuyền liền khởi hành trước khi một vật thể hình đĩa thứ ba, lớn hơn nhiều bắt đầu theo sau chúng. Cơ quan Kiểm soát Không lưu Anchorage đã yêu cầu một chuyến bay của United Airlines sắp tới nhằm xác nhận thực trạng giao thông không xác định, nhưng khi chiếc này và một máy bay quân sự nhìn thấy JAL 1628 vào khoảng 17 giờ 51 phút, khó mà phân biệt được chiếc máy bay nào khác nữa. Vụ chứng kiến kéo dài 50 phút và kết thúc ở khu vực lân cận Denali.

## Diễn biến vụ việc
Ngày 17 tháng 11 năm 1986, phi hành đoàn của một chuyên cơ chở hàng Boeing 747 của Japan Airlines Nhật Bản đã chứng kiến ba vật thể không xác định sau khi mặt trời lặn khi đang bay qua phía đông Alaska. Các vật thể này dường như thích sự che phủ của bóng tối ở bên trái và né tránh bầu trời sáng hơn ở phía bên phải của chúng. Ít nhất hai vật thể đầu tiên đã được cả ba thành viên phi hành đoàn quan sát: Cơ trưởng Terauchi Kenju (寺内謙寿 Tự Nội Khiêm Thọ), một cựu phi công chiến đấu với kinh nghiệm bay hơn 10.000 giờ, ở ghế bên trái của buồng lái; cơ phó Tamefuji Takanori (為藤隆憲 Vi Đằng Long Hiến) ở ghế bên phải; và kỹ sư hàng không Tsukuda Yoshio (佃善雄 Điền Thiện Hùng).
Chuyến bay chở hàng thường lệ đến Alaska bằng chế độ lái tự động, bay với vận tốc 565 mph (491 kn; 909 km/h) ở độ cao 35.000 foot (11.000 m). Vào lúc 17 giờ 09 phút, Kiểm soát không lưu Anchorage đưa ra lời khuyên về một hướng đi mới tới Talkeetna, Alaska.

### Hai vật thể

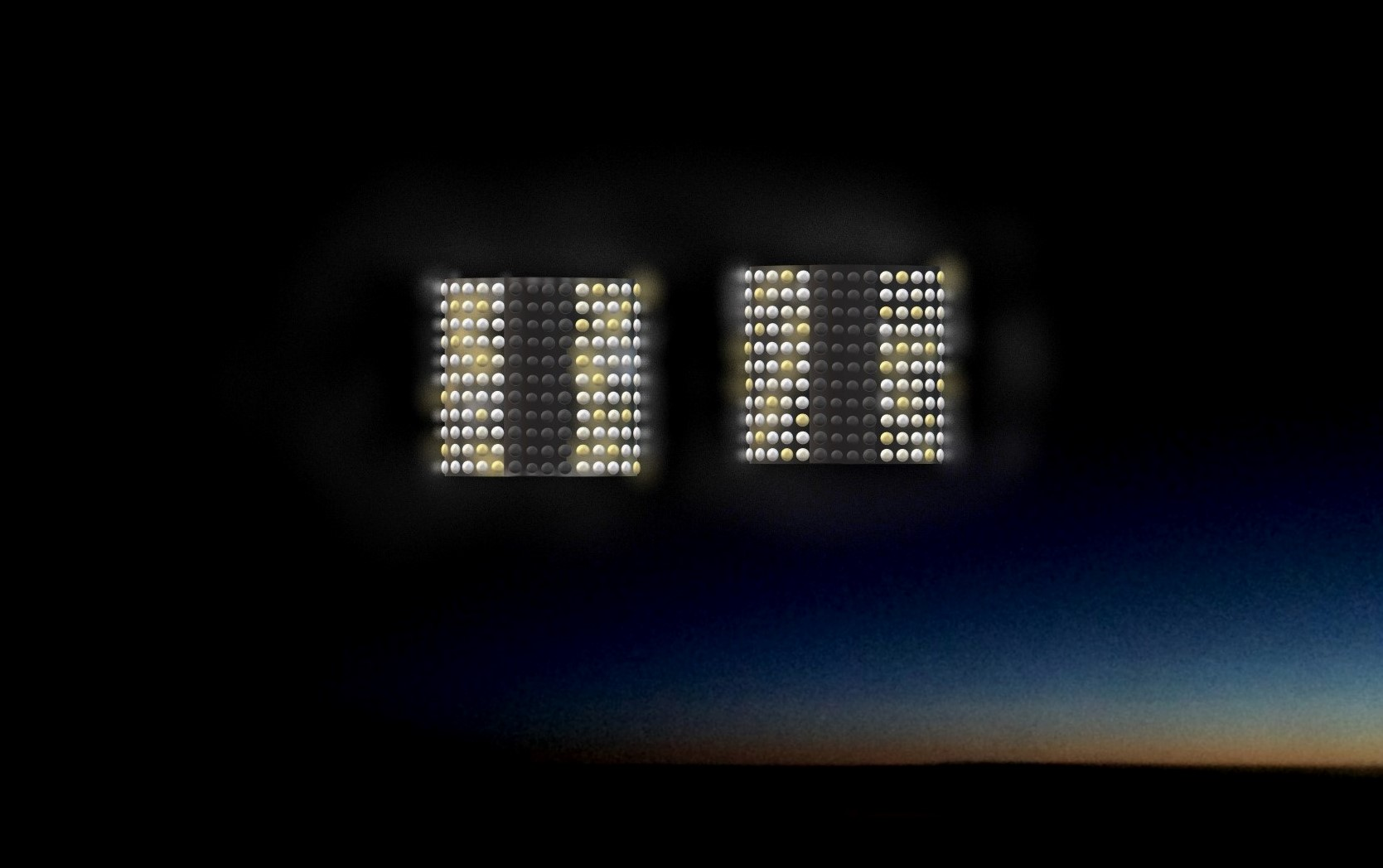
Hình minh họa của hai vật thể đầu tiên, dựa trên bản vẽ và mô tả của Cơ trưởng Terauchi. Chúng đang "nhấp nháy ánh đèn", có hình vuông và cách buồng lái khoảng 500 đến 1.000 feet nhưng cao hơn một chút về độ cao.

Ngay sau khi JAL 1628 lao thẳng ra khỏi ngã rẽ, lúc 17 giờ 11 phút, Cơ trưởng Terauchi nhận thấy hai chiếc phi thuyền ở phía xa bên trái máy bay của mình, và khoảng 2.000 ft (610 m) dưới độ cao của máy bay mà ông cho là loại máy bay quân sự. Chúng điều chỉnh theo tốc độ và đường bay của Terauchi. Vào lúc 17 giờ 18 phút hoặc 17 giờ 19 phút, hai vật thể đột ngột chuyển hướng đến vị trí ở phía trước của máy bay khoảng chừng 500 ft (150 m) hoặc 1.000 ft (300 m) đoán rằng đó là một cấu trúc xếp chồng lên nhau.
Khi làm như vậy, chúng đã kích hoạt "một loại lực đẩy ngược, và đèn [của họ] trở nên sáng chói". Để phù hợp với tốc độ của máy bay từ cách tiếp cận sang một bên của chúng, các vật thể này thể hiện điều mà Terauchi mô tả là không quan tâm đến quán tính: "Thứ đó đang bay như thể không có trọng lực. Nó tăng tốc, rồi dừng lại, rồi bay về phía chúng tôi, nên đối với chúng tôi, nó [dường như] đứng yên. Ngay sau đó nó đã thay đổi hướng đi. ... Nói cách khác, vật thể bay đã vượt qua được trọng lực". "Lực đẩy ngược" gây ra một luồng sáng trong ba đến bảy giây, đến mức Cơ trưởng Terauchi có thể cảm nhận được hơi ấm từ những luồng sáng của chúng.
Cơ quan kiểm soát không lưu nhận được thông báo vào thời điểm này (lúc 17 giờ 19 phút 15 giây) vốn không thể xác nhận bất kỳ tình trạng giao thông nào ở vị trí được chỉ định. Sau ba đến năm phút, các vật thể này sắp xếp theo cấu trúc song song và duy trì trong 10 phút nữa. Chúng kèm theo chuyển động nhấp nhô của máy bay, và một số chuyển động quay tới lui của các vòi phun phản lực, dường như được điều khiển tự động, khiến chúng bùng lên với độ sáng chói hơn hoặc mờ hơn.
Mỗi vật thể có dạng hình vuông, bao gồm hai mảng hình chữ nhật trông giống như các vòi phun hoặc bộ đẩy phát sáng, được ngăn cách bởi một phần trung tâm tối hơn. Cơ trưởng Terauchi đã suy đoán trong bản vẽ của mình rằng các vật thể này có dạng hình trụ nếu nhìn từ một góc độ khác, và chuyển động quan sát được của các vòi phun có thể được coi là chuyển động quay của hình trụ. Các vật thể này đột ngột rời đi vào khoảng 17 giờ 23 phút 13 giây, di chuyển đến một điểm bên dưới đường chân trời về phía đông.

### Vật thể thứ ba

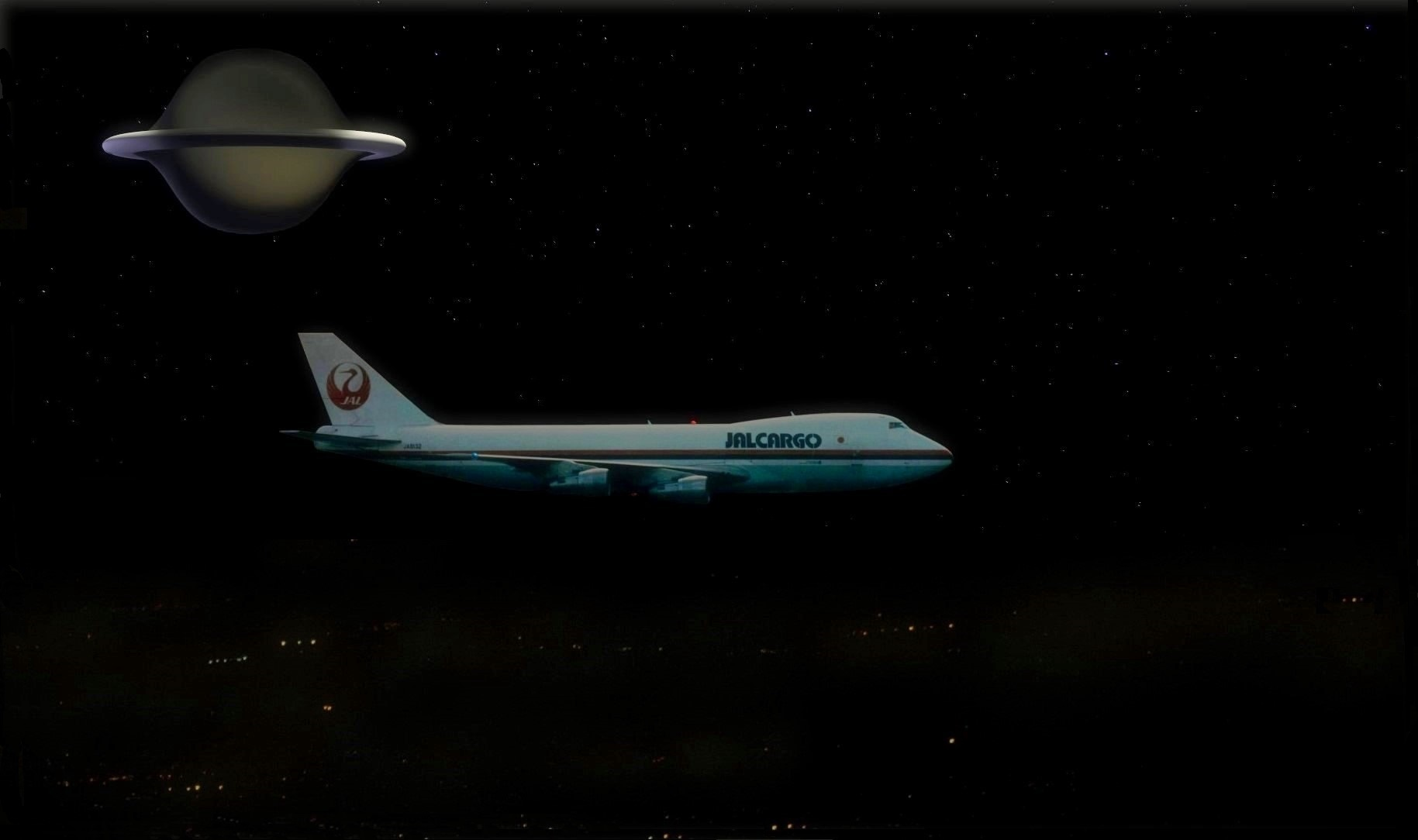
Hình minh họa của vật thể thứ ba theo như lời mô tả của Cơ trưởng Terauchi, đôi khi gọi là "tàu mẹ", kéo theo mạn trái của chiếc chuyên cơ chở hàng Boeing 747 của Japan Air Lines.

Nơi mà những vật thể đầu tiên biến mất, Cơ trưởng Terauchi giờ nhận thấy một dải ánh sáng nhạt phản chiếu độ cao, tốc độ và hướng của chúng. Đặt phạm vi radar trên tàu của họ ở phạm vi 25 hải lý (46 km), anh ta xác nhận một vật thể nằm hướng 10 giờ dự kiến ở khoảng cách 7,5 nmi (13,9 km), và thông báo cho cơ quan kiểm soát không lưu về sự hiện diện của nó. Anchorage không tìm thấy gì trên radar của họ, nhưng Trung tâm Kiểm soát Hoạt động Khu vực NORAD (ROCC) của Elmendorf, trực tiếp trên đường bay của ông, đã báo cáo "sự trở lại làn sóng chủ yếu" chỉ sau vài phút.
Khi ánh đèn của thành phố Fairbanks bắt đầu chiếu sáng vật thể này, Cơ trưởng Terauchi tin rằng đã cảm nhận được đường nét của một con tàu vũ trụ khổng lồ ở mạn trái với kích thước "gấp đôi một tàu sân bay". Tuy vậy, nó nằm ngoài tầm nhìn của cơ phó Tamefuji. Vật thể theo sau "đang hình thành" hoặc ở cùng một vị trí tương đối trong suốt quá trình quay 45 độ, giảm độ cao từ 35,000 đến 31,000 foot (10,668 đến 9,449 m), và quay 360 độ. Thế nhưng, radar tầm ngắn tại sân bay Fairbanks không ghi lại được vật thể này.
Kiểm soát không lưu Anchorage đề nghị can thiệp quân sự, nhưng phi công đã từ chối do biết về biến cố Mantell. Vật thể này không được một trong hai máy bay ghi nhận khi đang tiếp cận JAL 1628 nhằm xác nhận sự hiện diện của nó, vào thời điểm đó JAL 1628 cũng đã mất dấu vật thể rồi. JAL 1628 kịp bay đến Anchorage an toàn vào lúc 18 giờ 20 phút.

## Hậu quả
Cơ trưởng Terauchi trích dẫn trong báo cáo chính thức của Cục Hàng không Liên bang rằng vật thể này là một UFO. Tháng 12 năm 1986, Terauchi trả lời phỏng vấn hai nhà báo của hãng Kyodo News. JAL đã sớm tạo cơ sở cho Terauchi nói chuyện với giới  báo chí và chuyển ông sang làm công việc bàn giấy. Terauchi được phục hồi làm phi công vài năm sau đó và cuối cùng nghỉ hưu ở phía bắc Kanto, Nhật Bản.
Kyodo News đã liên lạc với Paul Steucke, nhân viên quan hệ công chúng của FAA tại Anchorage vào ngày 24 tháng 12 và nhận được lời xác nhận về vụ việc, tiếp theo là UPI vào ngày 29 tháng 12. Khu vực Alaska của FAA đã tham khảo ý kiến của John Callahan, Trưởng Bộ phận Điều tra và Tai nạn của FAA, vì họ muốn biết phải nói gì với giới truyền thông về UFO. John Callahan không hề hay biết về bất kỳ sự cố nào như vậy, coi đây có thể là chuyến bay sớm của một máy bay ném bom tàng hình về sau đang trong quá trình phát triển. Ông đề nghị Khu vực Alaska chuyển tiếp dữ liệu liên quan đến trung tâm kỹ thuật của họ ở Thành phố Atlantic, New Jersey, mà ông và cấp trên của mình cho phát lại dữ liệu radar và gắn nó với đoạn băng ghi âm bằng cách quay video những lần phát lại đồng thời.
Một ngày sau tại trụ sở của FAA, họ liền thông báo tóm lược vụ việc cho Phó Đô đốc Donald D. Engen vốn đã xem toàn bộ đoạn video dài hơn nửa giờ và yêu cầu họ không nói chuyện với bất kỳ ai cho đến khi nào được sự đồng ý và chuẩn bị một bài thuyết trình đầy đủ về dữ liệu cho một nhóm quan chức chính phủ vào ngày hôm sau. Cuộc họp có sự tham gia của đại diện FBI, CIA và Nhóm Nghiên cứu Khoa học của Tổng thống Reagan, cùng những người khác. Sau khi hoàn thành bài thuyết trình, tất cả những người có mặt đều được thông báo rằng sự kiện này là bí mật và cuộc họp của họ "chẳng bao giờ diễn ra". Theo Callahan, giới quan chức coi dữ liệu này đại diện cho trường hợp đầu tiên về dữ liệu radar ghi lại được UFO và họ đã sở hữu tất cả các dữ liệu được trình bày. Tuy vậy, John Callahan đã cố gắng giữ lại đoạn video gốc, bản trình báo của phi công và báo cáo đầu tiên của FAA trong văn phòng của ông. Bản sao cứng nhằm vào dữ liệu máy tính bị lãng quên cũng được phát hiện lại, từ đó có thể tái tạo tất cả các mục tiêu đã có trên bầu trời vào thời điểm đó.
Sau cuộc điều tra kéo dài ba tháng, FAA chính thức công bố kết quả của họ tại một cuộc họp báo được tổ chức vào ngày 5 tháng 3 năm 1987. Tại đây Paul Steucke đã rút lại các đề xuất trước đó của FAA rằng kiểm soát viên của họ đã xác nhận đây là một UFO, và gán cho nó là "hình ảnh radar phân tách" xuất hiện với thời gian không may. Ông giải thích rằng "FAA [không] có đủ tài liệu để xác nhận rằng có thứ gì đó ở đó", và dù cho họ "có chấp nhận những lời mô tả của phi hành đoàn" nhưng họ vẫn "không thể hỗ trợ những gì họ nhìn thấy". Vụ việc McGrath đã được tiết lộ ở đây trong số rất nhiều tài liệu cung cấp cho cánh nhà báo.
Vụ chứng kiến lần này đều nhận được sự chú ý đặc biệt của giới truyền thông, được cho là một ví dụ về việc theo dõi UFO trên cả mặt đất và radar trên không, trong khi dưới sự quan sát từ các phi công hàng không có kinh nghiệm, với sự xác nhận sau đó của Trưởng phòng FAA.

## Phản ứng hoài nghi
Nhà nghiên cứu UFO Philip J. Klass đã điều tra vụ việc và viết trong cuốn sách The UFO Invasion (Cuộc xâm lược của UFO) rằng:
FAA [thông tin] tiết lộ Terauchi là một "người lặp lại UFO", với hai lần nhìn thấy UFO khác trước ngày 17 tháng 11 và hai lần nữa vào tháng Giêng vừa qua, điều này thường đặt ra một "lá cờ cảnh giác" cho giới điều tra viên UFO có kinh nghiệm. Phi công JAL tin rằng UFO là người ngoài hành tinh và khi mô tả (những) ánh đèn, Terauchi thường sử dụng thuật ngữ tàu vũ trụ hoặc tàu mẹ.— Philip J. Klass, The UFO Invasion (1997)

Theo nhà hoài nghi UFO Robert Sheaffer, "[đ]iểm mấu chốt là, phi hành đoàn của Terauchi chỉ nhìn thấy 'những ánh đèn', và các máy bay khác đang kiểm tra tình hình không thấy có gì bất thường".

## Những lần nhìn thấy UFO ở Alaska về sau

### Chuyến bay 53 của Alaska Airlines
Ngày 29 tháng 1 năm 1987 lúc 18 giờ 40 phút, Chuyến bay 53 của Alaska Airlines đã quan sát thấy một vật thể chuyển động nhanh trên radar thời tiết trên máy bay của họ. Khi đang ở độ cao 35.000 ft (11.000 m), cách McGrath khoảng 60 dặm (97 km) về phía tây, trên chuyến bay từ Nome đến Anchorage, radar đã ghi nhận một mục tiêu mạnh ở vị trí 12 giờ, ở phạm vi 25 dặm (40 km).
Trong khi họ không thể phân biệt bất kỳ vật thể hoặc ánh sáng nào bằng mắt thường, họ nhận thấy rằng vật thể trên radar đang tăng khoảng cách với tốc độ rất cao. Với mỗi lần quét radar của chúng, cách nhau khoảng 1 giây, vật thể tăng thêm năm dặm vào khoảng cách của nó, chuyển sang tốc độ 18.000 mph (29.000 km/h). Tuy nhiên, phi công đã chuyển tiếp tốc độ 'một dặm một giây' tới tháp kiểm soát không lưu, hoặc tốc độ 3.600 mph (5.800 km/h), nhưng xác nhận rằng mục tiêu vượt quá cả 50 mi (80 km) và 100 mi (160 km) trong phạm vi radar của họ chỉ trong vài giây. Vật thể này nằm ngoài phạm vi radar của Anchorage ARTCC, và dữ liệu radar bổ sung bao gồm thời gian và địa điểm cụ thể khó mà xác minh được lời kể của các phi công.

### Vụ quan sát thấy UFO của KC-135
Một máy bay phản lực KC-135 của Không quân Mỹ bay từ Anchorage đến Fairbanks một lần nữa quan sát thấy một vật thể hình đĩa rất lớn vào ngày 30 tháng 1 năm 1987. Phi công báo cáo rằng vật thể này cách máy bay 12 m (40 ft). Sau đó vật thể này đột nhiên biến mất khỏi tầm mắt của phi công.

## Ảnh hưởng văn hóa
Sự việc được mô tả trong một tập của phim tài liệu dài tập nhan đề The Unexplained Files, phát sóng trên kênh Science Channel vào ngày 23 tháng 9 năm 2014.